# Exechiites tadushensis
Exechiites tadushensis är en tvåvingeart som beskrevs av Blagoderov 2000. Exechiites tadushensis ingår i släktet Exechiites och familjen svampmyggor. Inga underarter finns listade i Catalogue of Life.